# Ross Lee Finney
Ross Lee Finney (ur. 23 grudnia 1906 w Wells w stanie Minnesota, zm. 4 lutego 1997 w Carmel-by-the-Sea w stanie Kalifornia) – amerykański kompozytor.

## Życiorys
Był synem wykładowcy socjologii na University of Minnesota, bratem Theodore’a Finneya. Studia muzyczne odbył pod kierunkiem Donalda Fergusona na University of Minnesota, następnie był uczniem Nadii Boulanger w Paryżu. Po powrocie do Stanów Zjednoczonych odbył uzupełniające studia pod kierunkiem Edwarda Burlingame Hilla na Uniwersytecie Harvarda (1928–1929), później kształcił się też u Albana Berga w Wiedniu (1931–1932) oraz u Rogera Sessionsa (1935). W latach 1929–1949 wykładał w Smith College w Northampton w stanie Massachusetts. Dwukrotny laureat stypendium Fundacji Pamięci Johna Simona Guggenheima (1937 i 1947). Podczas II wojny światowej służył w Europie jako członek Office of Strategic Services, został odznaczony Purpurowym Sercem oraz Certificate of Merit Medal.
Od 1948 do 1973 roku był wykładowcą University of Michigan w Ann Arbor, gdzie w 1963 roku założył studio muzyki elektronicznej. Od 1962 roku był członkiem National Institute of Arts and Letters. Opublikował książki The Game of Harmony (1947), Analysis and the Creative Process (1958) oraz Profile of a Lifetime: A Musical Autobiography (1992). W 1991 roku ukazała się także publikacja Thinking about Music: The Collected Writings of Ross Lee Finney pod redakcją Frederica Goossena.
Jego uczniami byli Robert Ashley, Gordon Mumma, George Crumb, George Cacioppo, Donald Scavarda, Roger Reynolds i Philip Krumm.

## Twórczość
Początkowo obracał się w kręgu amerykańskiej muzyki ludowej i francuskiego neoklasycyzmu. Na początku lat 50. XX wieku zaadaptował technikę dodekafoniczną, później tworzył również muzykę elektroniczną.

## Wybrane kompozycje
(na podstawie materiałów źródłowych)

### Utwory orkiestrowe
- 2 koncerty skrzypcowe (I 1933 zrewid. 1952, II 1973 zrewid. 1977)
- Barbership Ballad (1940)
- Overture for a Drama (1940)
- Slow Piece na smyczki (1940)
- 4 symfonie (I „Communiqué 1943” 1942, II 1958, III 1964, IV 1972)
- Hymn, Fuguing Tune and Holiday (1943)
- 2 koncerty fortepianowe (I 1948, II 1968)
- Variations (1957)
- 3 Pieces na orkiestrę kameralną i taśmę (1962)
- Koncert na perkusję i orkiestrę (1965)
- Symphonie Concertante (1967)
- Summer in Valley City na orkiestrę dętą (1969)
- Landscapes Remembered (1971)
- Spaces (1971)
- Koncert na saksofon altowy i orkiestrę dętą (1974)
- Narrative na wiolonczelę i 14 instrumentów (1976)
- Koncert na smyczki (1977)
- Skating on the Sheyenne na orkiestrę dętą (1977)

### Utwory kameralne
- 3 sonaty skrzypcowe (I 1934, II 1951, III 1955)
- 2 tria fortepianowe (I 1938, II 1954)
- Kwartet fortepianowy (1948)
- Sonata wiolonczelowa (1950)
- 2 kwintety fortepianowe (I 1953, II 1961)
- Chromatic Fantasy na wiolonczelę (1957)
- Kwartet smyczkowy (1958)
- Fantasy in 2 Movements na skrzypce (1958)
- Divertissement na fortepian, klarnet, skrzypce i wiolonczelę (1964)
- 3 Studies in 4 na 4 perkusistów (1965)
- 2 Acts for 3 Players na klarnet, perkusję i fortepian (1970)
- 2 Ballades na flet i fortepian (1973)
- Tubes 1 na od 1 do 5 puzonów (1975)
- Kwartet na obój, wiolonczelę, perkusję i fortepian (1979)
- 2 Studies na saksofon i fortepian (1981)

### Utwory fortepianowe
- 5 sonat (1933–1961)
- Fantasy (1939)
- Nostalgic Waltzes (1947)
- Variations on a Theme by Alban Berg (1952)
- Sonata quasi una fantasia (1961)
- Waltz (1977)
- Lost Whale Calf (1980)
- Youth’s Companion (1980)
- Narrative in Retrospects (1983)

### Utwory wokalne
- Pilgrim Psalms na chór (1945)
- Spherical Madrigals na chór (1947)
- Immortal Autumn na tenora i chór (1952)

### Utwory wokalno-instrumentalne
- Edge of Shadows na chór i orkiestrę (1959)
- Earthrise: A Trilogy Concerned with the Human Dilemma (cz. 1 Still Are New World na baryton, chór, taśmę i orkiestrę 1962, cz. 2. The Martyr’s Elegy na głos wysoki, chór i orkiestrę 1967, cz. 3. Earthrise na solistów, chór i orkiestrę 1978)
- The Remorseless Rush of Time na chór i orkiestrę (1969)

### Opery
- Weep Torn Land (1984)
- Computer Marriage (1987)

### Balety
- Heyoka (1981)
- The Joshua Tree (1984)
- Ahab (1985)